# Гончаров, Павел Поликарпович
Гончаров Павел Поликарпович (1 марта 1900 года, Тетерино, ныне Круглянский район Могилёвской области Республики Беларусь — 6 сентября 1970 года, Ленинград) — советский деятель военной медицины и учёный-патологофизиолог. Генерал-полковник медицинской службы (22.02.1963). Доктор медицинских наук (1945), профессор (1947).

## Биография
Родился в крестьянской семье. С 15 лет трудился.
В августе 1919 года вступил в Красную Армию. Участник Гражданской войны в составе войск связи, затем на политработе в войсках до 1925 года.
В 1930 году окончил Военно-медицинскую академию РККА. С 1930 года — младший врач войсковой части. С 1931 года учился в адъюнктуре Военно-медицинской академии при кафедре патологической физиологии (научный руководитель — профессор Н. Н. Аничков). В 1935 году защитил кандидатскую диссертацию. С 1934 года — преподаватель кафедры патологической физиологии. В 1937—1939 годах — заместитель начальника Военно-медицинской академии РККА имени С. М. Кирова. С 1939 по 1942 годы — начальник кафедры патологической физиологии Куйбышевской военно-медицинской академии. С 1942 года вновь служил в Военно-медицинской академии: старший преподаватель, заместитель начальника кафедры патологической физиологии, с 1950 года — заместитель начальника академии по учебной и научной работе. С октября 1950 года по август 1968 года — начальник Военно-медицинской академии (октябрь 1953 — август 1968).
Генерал-майор медицинской службы (3.08.1953), генерал-лейтенант медицинской службы (18.02.1958), генерал-полковник медицинской службы (22.02.1963).
В 1945 защитил докторскую диссертацию «О висцеральных рефлексах кишечника». Профессор (1947). 
Автор более 80 научных трудов, в том числе 4 монографий. Как учёный внёс большой вклад в изучение висцеральных рефлексов, фактически был одним из основоположников этого научного направления в СССР. Руководил изучением системы кровообращения при экстремальных ситуациях, исследованием механизмов формирования гипоксических расстройств в организме, вопросам физиологии военного труда и профессиональной патологии, изучением патогенеза расстройств при воздействии экологических факторов. В период Великой Отечественной войны большое практическое значение получили его исследования сульфамидных препаратов при анаэробной инфекции и пригодности сульфидина, изучение лучевых поражений, разработка ряда лечебно-профилактических мер.
С сентября 1968 года — в запасе. Жил в Ленинграде.
Скончался 6 сентября 1970 года. Похоронен на Богословском кладбище Санкт-Петербурга.

## Награды
- орден Ленина (21.02.1945)
- 3 ордена Красного Знамени (3.11.1944, 15.11.1950, 22.02.1968)
- орден Трудового Красного Знамени
- ряд медалей СССР

## Научные труды
- О влиянии авиатранспортировки на животных с различными ранениями (соавт. И. Р. Петров) // Вопросы мед. обеспечения воздушного флота. — Л., 1934.
- О тампонаде сердца: Экспериментальное исследование. — Л., 1936.
- О висцеральных рефлексах кишечника. — Л., 1945.
- Высоко несите знамя советского военного врача. — Л., 1969.